# 黃婉曼
黃婉曼（英語：Icy Wong Yuen Man，1984年2月25日—），原名粘冰冰（英語：Nian Bingbing），資深傳媒人，前香港記者。曾於香港無綫新聞任專題記者及天氣主播，後轉職為中國移動旗下《12580尚悠》雜誌之編輯。2010年12月再轉職now寬頻電視，擔任now 101台遊戲節目《撳錢》主持，《撳錢》停播後轉職為now芒果台音樂節目《操控音樂》主持，直至芒果台約滿而同時離開now寬頻電視。2015年赴日本東京法國藍帶廚藝學院就讀，獲取藍帶烘焙廚師文憑資格。畢業後回港，於2017年成立麵包品牌RISE。2019年經營法式麵包餐廳Rise Kitchen。2022年開始為港台主持多個節目，包括醫生與你 ，防疫速遞， 凝聚香港。

## 背景

### 早年生涯
黃婉曼生於廣東潮州，1996年從中國大陆移民来到香港。2003年畢業於香島中學，同年於香港高級程度會考中考取3A1C的成績，獲香港中文大學新聞與傳播學院取錄。2006年畢業後，她加入無綫新聞部任職記者，取藝名黃婉曼，這名字原本是她大學三年級寫論文時的筆名。當時接受報章訪問時透露自己的夢想是當記者，亦說出她本出身小康之家，但1997年一場金融風暴令父親生意失敗而要回到內地發展，自己則留港生活，靠替人補習賺取生活費，並考獲助學金繼續學業。
離開無綫新聞後，黃婉曼始兼於免費報紙《AM730》中專欄《曼·活》及《東周刊》專欄《味自曼》執筆。另外，她亦為觀塘apm商場在有關2010年世界盃的活動任主持及評述員，及為無綫電視擔任世界盃節目《世界盃動起來》環節《戰雲密報》主持。

### 兩度請辭無綫
2009年2月2日起，無綫新聞進行改革。黃婉曼被選中擔任新設《晚間天氣報告》之主持。因其生動跳脫的主持風格，使她大受歡迎。2010年2月首度離開無綫新聞，轉到中國移動旗下雜誌任編輯。
此時黃婉曼的正職（中國移動旗下雜誌）容許在家中寫稿，所以她在2010年5月3日起重返無綫新聞兼職主持《晚間天氣報告》。2010年5月底，她以雜誌編輯的身份，高調出席美容品牌產品活動；卻惹來無綫新聞部高層不滿，認為她有損新聞報道員的專業形象。黃婉曼其後再度辭職。辭職後，於免費報紙《AM730》中撰寫專欄《曼‧活》，並開始參與娛樂活動。從此半投娛樂圈，成為娛樂媒體的追訪對象。
不過其後，她第二度返回無綫電視；唯不是回新聞部，而是轉到體育部，主持有關2010年世界盃的節目。在《世界盃動起來》節目中，特以她曾任天氣主播的身份，以類似天氣報告的方式主持《戰雲密報》環節。
2011年，黃於now寬頻電視101台主持遊戲節目《撳錢》，亦以部頭合約形式於香港賽馬會製作，亞洲台播放的資訊節目《放眼馬世界》擔任客席主持。

### 新聞與政治
文匯報在2003年以高考狀元為題材採訪粘冰冰時（當時仍未易名的黃婉曼），報導她「大为赞成」基本法第二十三條立法。她認為上街游行的人士有部分並未看過基本法第二十三條的條文，「只是发泄对政府的不满」。
2006年，黃婉曼畢業於香港中文大學新聞與傳播學院，與無綫新聞體育記者劉顯輝為同屆同學。她在學時同學私底下都會叫她「冰冰」；她是在加入電視台報道新聞時，才轉用「黃婉曼」這個名字。黃婉曼在學時曾經出任學生報編輯，透過暑假實習加入無綫電視新聞及資訊部，曾為無綫新聞專題節目《新聞透視》記者，並在2009年2月2日起逢星期一至五晚上擔任晚間新聞後的晚間天氣報告報導員，風格活潑跳脫，更於報天氣時插入時事資訊及報世界天氣時說「我哋而家跳出香港（我們現在跳出香港）」而受到網民熱烈討論。
於2007年，黃婉曼與許少芬因製作為中國愛滋病人維權退休教授高耀潔之紀錄片《新聞透視：愛之醫生》獲人權新聞獎優異獎。

## 家庭狀況
黃婉曼於2014年11月2日，與會計師男友馮柏基（人稱「四眼林峯」）共諧連理。2017年2月，宣佈懷孕3個月。7月28日，誕下長女Kyra。
2018年11月，黃婉曼宣布再度懷孕。2019年5月25日，誕下次女Kaitlyn。

## 主持
- 2017年：香港電台第一台《大氣候》
- 2017年：香港天文台《天鴿特輯 （页面存档备份，存于）》
- 2020年：myTV SUPER 1台《搬家》

## 其他
- 2011年：《廉政行動2011》
- 2015年：《赤道》（電影）
- 2020年：ViuTV《智富通》之「女主播智好傾」

## 名下馬匹
黃婉曼是香港賽馬會的會員，在2016-17年度馬季她購入一匹法國馬，以其個人金句命名為「跳出香港」，在港服役生涯曾經勝出三場級制賽，其後亦再以個人名義擁有「觀眾之力」。L006

## 外部連結
- 黃婉曼個人網誌《 曼．生活》 （页面存档备份，存于）
- 黃婉曼Twitter （页面存档备份，存于）
- 黃婉曼Facebook
- 黃婉曼Instagram
- 黃婉曼的YouTube頻道
- 黃婉曼的新浪微博